# Maxime Gunst
Maxime Gunst (Waregem, 6 augustus 1992) is een Belgisch voetballer die doorgaans als verdediger speelt. 

## Loopbaan
Maxime Gunst groeide op in het West-Vlaamse Desselgem. Hij sloot zich op jonge leeftijd aan bij het plaatselijke KWS Desselgem en maakte nadien de overstap naar Zulte Waregem. Daar werd hij in 2007 weggehaald door Club Brugge. Bij de jeugd speelde Gunst als aanvallende middenvelder, maar in het seizoen 2011-2012 ging hij voor de positie van linksachter de concurrentie aan met generatiegenoten als Jannes Vansteenkiste en Jimmy De Jonghe. In 2012 werd hij in de A-kern opgenomen, in het seizoen 2012-2013 kreeg hij onder trainer Georges Leekens te horen dat hij met Jordi Figueras, Fredrik Stenman en Bart Buysse genoeg opties had voor de positie van linksachter, en dat een uitleenbeurt de best mogelijke optie was. Uiteindelijk vertrok hij naar Eendracht Aalst.

### Eendracht Aalst
Gunst werd in de zomer van 2012 voor een seizoen uitgeleend aan tweedeklasser Eendracht Aalst. Hij maakt op 2 september zijn debuut voor de Oost-Vlamingen in de topper tegen Sint-Truidense VV. Dat seizoen werd hij verkozen tot een van de tien revelaties van 2de klasse.

### FC Eindhoven
Na een seizoen Aalst werd Gunst in de zomer van 2013 officieel speler van het Nederlandse FC Eindhoven. Hij maakte in het seizoen 2013-2014 op vrijdag 2 augustus zijn debuut in de openingswedstrijd tegen VVV-Venlo. In dat seizoen kreeg hij rond nieuwjaar een zware blessure. Het seizoen 2014-2015 werd een succes zowel collectief als individueel. De club behaalde een nieuw puntenrecord en eindigde 2de na de kampioen NEC. In de Play Offs verloren ze van FC Volendam. Maxime gaf dat seizoen maar liefst 12 assists en maakte 3 doelpunten. Het seizoen er na leek Gunst FC Eindhoven te gaan verlaten. Uiteindelijk ging zijn transfer niet door en brak Gunst zelf zijn contract open tot 2018. Dat seizoen viel Gunst na 7 wedstrijden uit met een zware blessure, die uiteindelijk tot een revalidatie zou leiden van 8 maanden. Zijn eerste goal voor FC Eindhoven maakte hij tegen Telstar op 24 oktober 2014. in 2018 tekende Gunst voor twee seizoenen bij MVV Maastricht. In november 2019 werd het contract van Gunst ontbonden door een verstoorde arbeidsrelatie. Begin januari tekent Gunst een contract voor een half seizoen plus 1 jaar optie bij Roda JC, waar hij met rugnummer 2 speelt. Zijn eerste wedstrijd was meteen tegen zijn oude werkgever MVV, die op 2-2 eindigde.
Medio 2020 verruilde hij Roda JC Kerkrade voor KSV Roeselare maar die club ging in september 2020 failliet.
Gunst besloot midden 2021 om zijn carrière vroegtijdig te beëindigen, mede door de zware knieblessure die hij opliep in 2015.

## Statistieken
| Seizoen         | Club            | Competitie      | Competitie | Competitie | Beker | Beker | Internationaal | Internationaal | Totaal | Totaal |
| Seizoen         | Club            | Competitie      | Wed.       | Dlp.       | Wed.  | Dlp.  | Wed.           | Dlp.           | Wed.   | Dlp.   |
| --------------- | --------------- | --------------- | ---------- | ---------- | ----- | ----- | -------------- | -------------- | ------ | ------ |
| 2012/13         | Eendracht Aalst | Tweede klasse   | 20         | 1          | 0     | 0     | —              | —              | 20     | 1      |
| 2013/14         | FC Eindhoven    | Eerste divisie  | 14         | 0          | 1     | 0     | —              | —              | 15     | 0      |
| 2014/15         | FC Eindhoven    | Eerste divisie  | 34         | 3          | 1     | 0     | —              | —              | 35     | 3      |
| 2015/16         | FC Eindhoven    | Eerste divisie  | 7          | 0          | 0     | 0     | —              | —              | 7      | 0      |
| 2016/17         | FC Eindhoven    | Eerste divisie  | 31         | 0          | 1     | 0     | —              | —              | 32     | 0      |
| Carrière totaal | Carrière totaal | Carrière totaal | 106        | 4          | 3     | 0     | 0              | 0              | 109    | 4      |

Bijgewerkt op 20 december 2016